# الدوري الأمريكي لكرة السلة للمحترفين 2001–02
الدوري الأمريكي لكرة السلة للمحترفين 2001–02 (بالإنجليزية: 2001–02 NBA season)‏ هو موسم من إن بي أي. أقيم خلال الفترة 30 أكتوبر 2001 وحتى 12 يونيو 2002، وأشرف على تنظيمه إن بي أي، وفاز فيه لوس أنجلوس ليكرز.